# Kumamoto prefektúra

Kumamoto prefektúra térképe az önkormányzati határokkal

Kumamoto prefektúra (japánul 熊本県, Hepburn-átírással Kumamoto-ken) Japán egyik közigazgatási egysége Kjúsú szigetén. A prefektúra központja Kumamoto városa.

## Földrajza
A Kumamoto prefektúra a négy nagy japán sziget legdélebbikének, Kjúsúnak a közepén helyezkedik el. Nyugatról az Ariake-beltenger és a prefektúrához tartozó Amakusza-szigetek határolják, északról Fukuoka és Óita, keletről Mijazaki, délről pedig Kagosima prefektúrákkal határos.
Területén található Japán legnagyobb aktív vulkánja, az 1592 m magas Aszo-hegy, melynek hatalmas, 120 km kerületű kalderája az egyik legnagyobb a világon.
A Kumamoto prefektúra területe nagyjából három részre osztható: az északin található az Aszo-hegy és a Kikucsi és Sirakava folyók. A délnyugati foglalja magába a Hitojosi-medencét, a nyugati pedig az Amakusza-szigeteket.
A prefektúra területének 21%-át foglalják el a nemzeti parkok: az Aszo Kudzsú és Unzen-Amakusza nemzeti park; a Kjúsú Csúó Szancsi és Jaba-Hita-Hikoszan természetvédelmi területek, valamint az Asikita Kaigan, Icuki Gokanosó, Kinpózan, Miszumi-Ójano Umibe, Okukuma, Sótaiszan, és Jabe Súhen prefekturális természeti parkok.

## Városai
A Kumamoto prefektúrában 14 város található:
- Amakusza
- Arao
- Aszo
- Hitojosi
- Jamaga
- Jacusiro
- Kami-Amakusza
- Kikucsi
- Kósi
- Kumamoto (főváros)
- Minamata
- Tamana
- Uki
- Uto

## Története
A mai prefektúra túlnyomó részben a régi Higo tartomány területén fekszik, a mai beosztását a Meidzsi-korszakban nyerte el. 

### Korai történelem
Az ember legkorábbi nyomai a prefektúra területen legalább 30 000 évesek. Az utolsó eljegesedés utáni korai települések nyomait a Kikai kaldera 7300 évvel ezelőtti vulkanikus aktivitása fedte el. A Jajoi korszakban (i.e. 300 – i. sz. 300) elkezdték a rizs termesztését és korabeli vastárgyak és bronztükrök mutatják a helybeliek fémmegmunkálásban való jártasságát. A provincia területén mintegy 1300 kofun, i. sz. 3-7. századbeli megalitikus sír található, az összes japán kofun egynegyede. A Higo nevet először a 720-ban írt Nihon Soki említi. Miután a császárok kínai mintára bevezették a centralizált közigazgatást, Higót helytartók kormányozták. 

### Feudális korszak

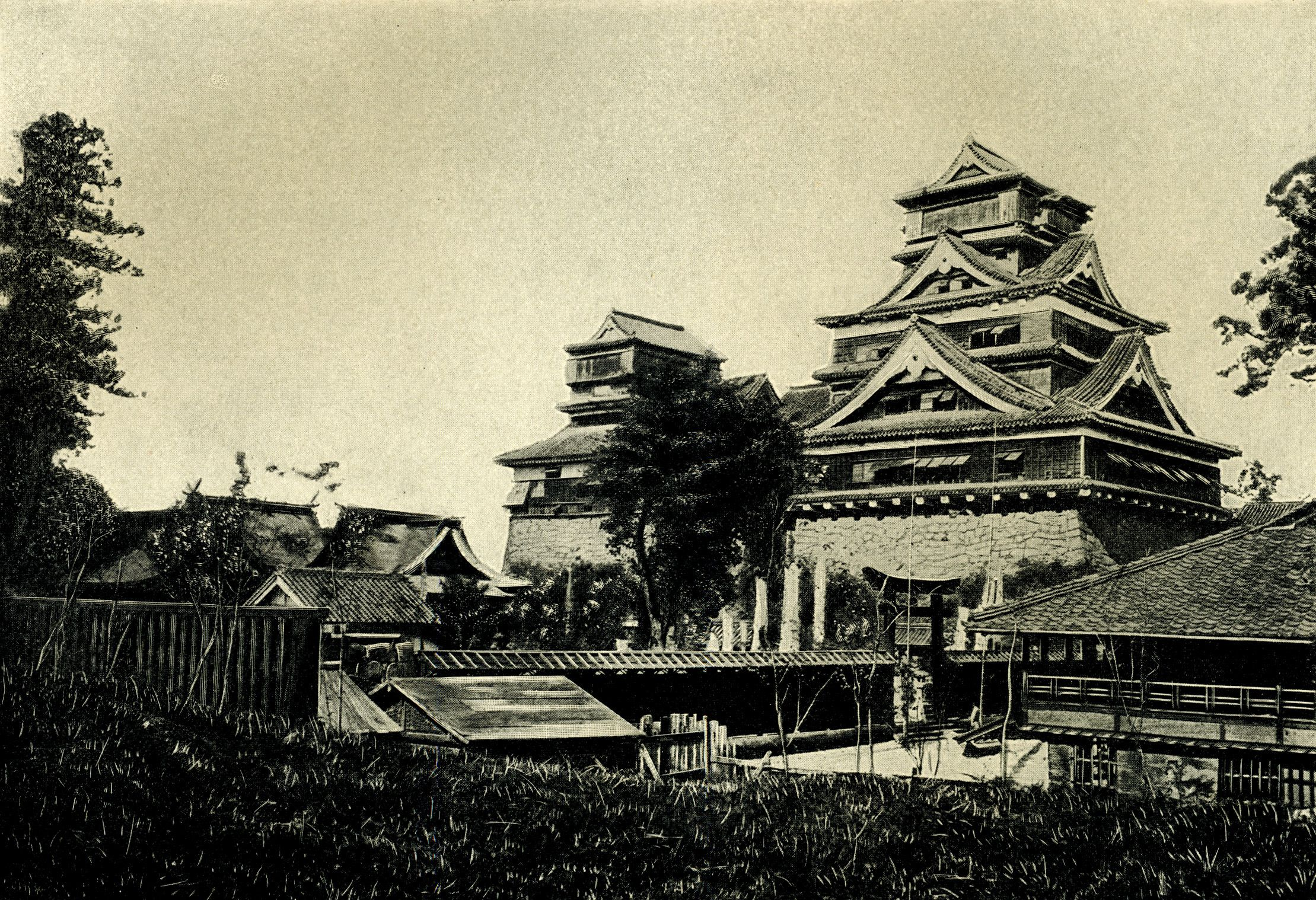
A kumamotói várkastély a 19. sz. végén

A Heian-kor (794-1185) végétől kezdtek megerősödni a szamurájcsaládok. A központi hatalom meggyengült és az egész országra a feudális széttagoltság volt jellemző. A Higo tartományban a Kikucsi-klán bírt a legnagyobb hatalommal, egyéb jelentős családok voltak még az Aszo-, Kihara-, Morosima- és Szagara-klánok. A 15. századra a Kikucsi-uralom lehanyatlott és káosz lett úrrá a vidéken.
A Japánt újraegyesítő Tojotomi Hidejosi 1587-ben hódította meg Higót. Tokugava Iejaszu hatalomra jutása után a tartomány nagy része hívének, Kató Kijomaszának a kezére került; ő építtette 1607-ben Kumamoto várkastélyát is.

### Kereszténység Japánban
A 16. században az Amakusza-szigeteken volt a katolikus térítés egyik központja; a sziget vezető családjai és a lakosság mintegy fele megkeresztelkedett és helyi kollégiumuk nyomdája legalább 12 japán nyelvű könyvet adott ki. A kereszténység betiltása után kitört simabarai felkelés Higo tartományt is érintette. A tilalom ellenére Amakuszán még 1805-ben is több mint 5000-en követték titokban a katolikus vallást.  

### A Szacuma-lázadás

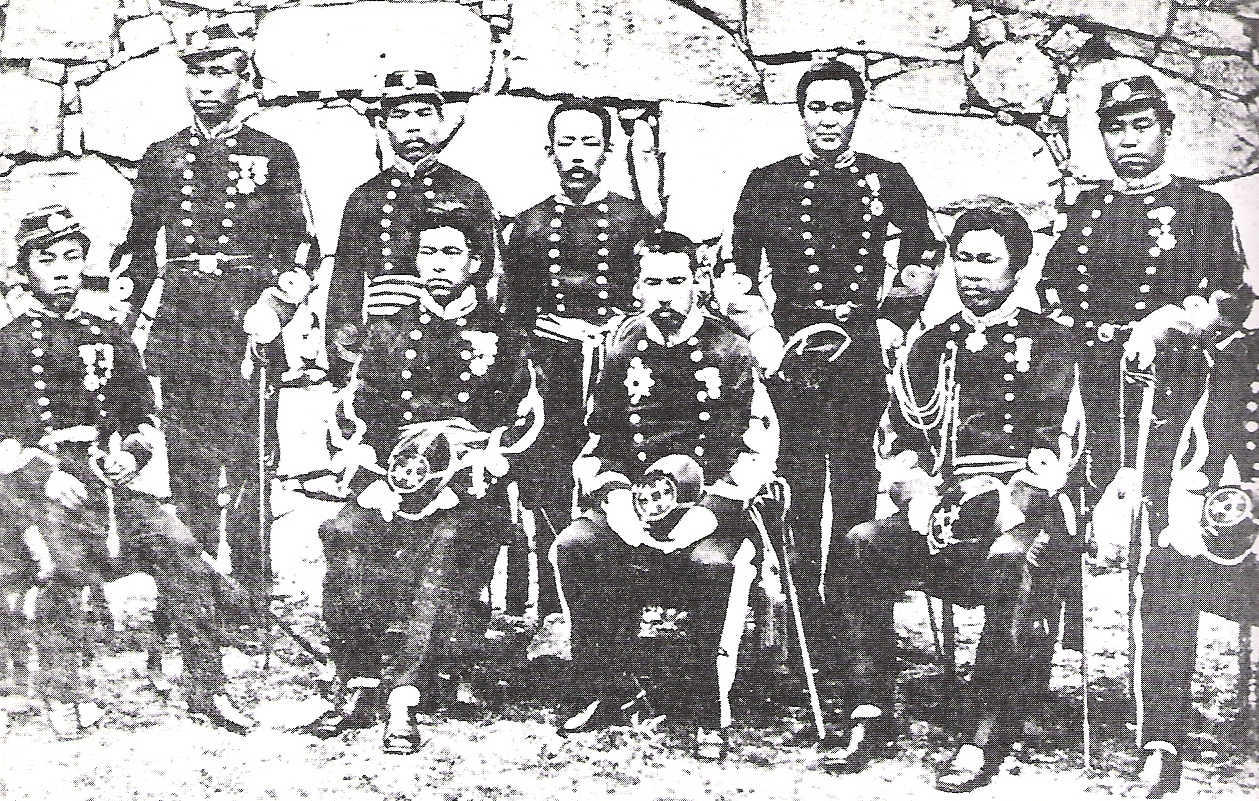
A kumamotói vár védői a Szacuma-lázadás idején

1792-ben egy földrengés következtében hatalmas cunami sújtotta a partvidéket, 15 000 áldozatot követelve. A 2011-es szökőárig ez volt a legsúlyosabb cunami Japán történelmében.
A Meidzsi-korszak során átszervezték a közigazgatást, ekkor nevezték át a területet Kumamoto prefektúrára. A változások miatt elégedetlen szamurájok 1877-ben kirobbantották a Szacuma-lázadást. A felkelés lezajlásában döntő szerepet játszott a kumamotói vár ostroma, melyben a védők két hónapig kitartottak, míg a császári erők megérkeztek és megfutamították a lázadó szamurájokat.  

### A huszadik század
A második világháborúban több amerikai légitámadás is érte Kumamotót, a legsúlyosabban 1945. június 30-án a város egyharmada leégett és 300-an meghaltak.
1953 júniusában az Aszo vulkán kitörése és egyidejűleg áradások pusztítottak a prefektúrában, mintegy 500 ember halálát okozva.
1956-ban a prefektúra egyik városában, Minamatában írták le a környezetszennyezés okozta higanymérgezés súlyos formáját, a Minamata-betegséget. 

## Demográfia
A prefektúra összlakossága 1 812 255 fő, amivel a 23. helyen áll Japán közigazgatási egységei között. A népsűrűség 244,76 fő/km².

## Látnivalók

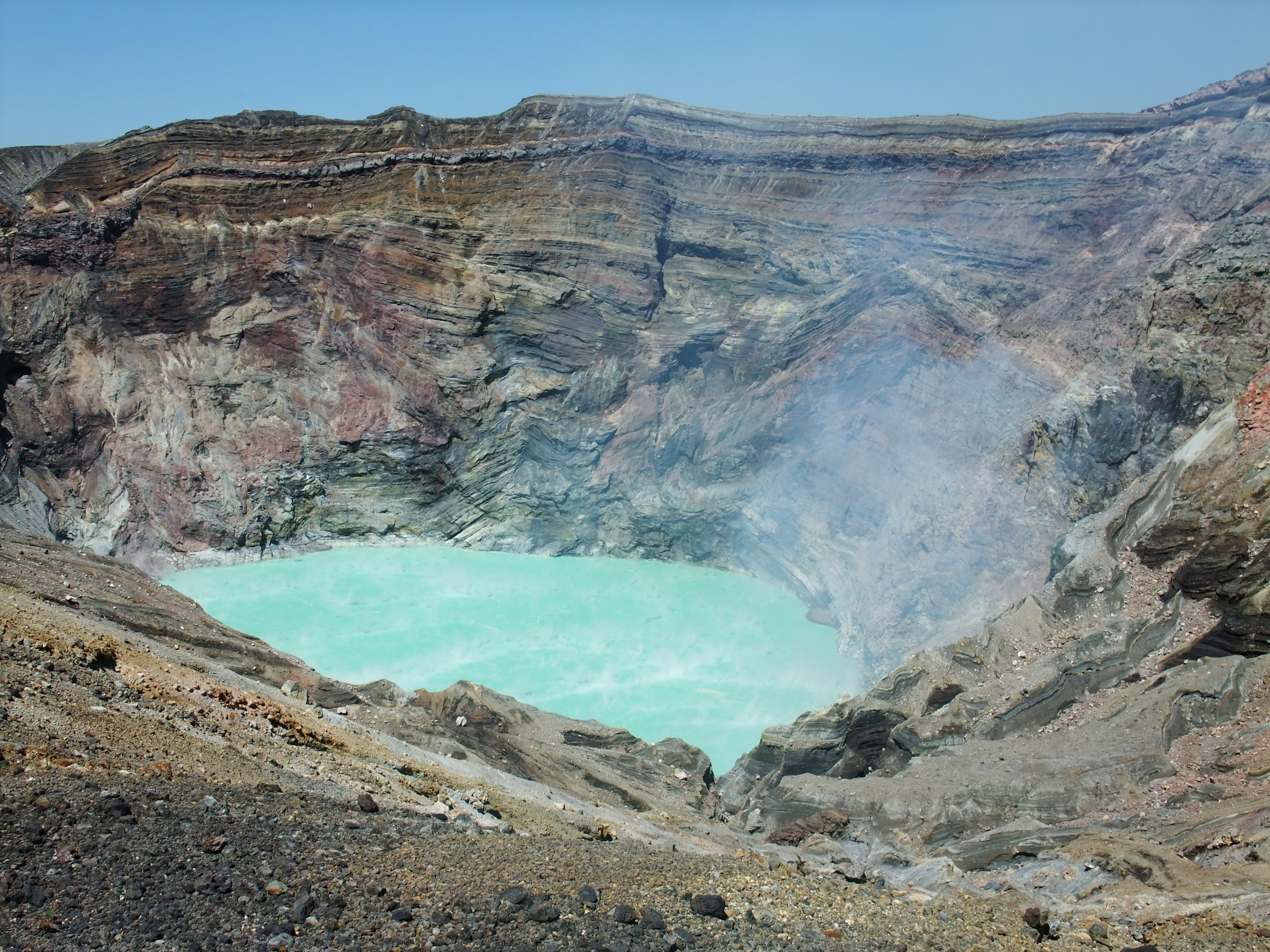
A Naka-hegy krátere

- Az Aszo-hegy a világ egyik legnagyobb aktív vulkánja
- A kumamotói várkastély
- A Szuizen-dzsi hagyományos japán kert
- Az 1854-ben befejezett Cúdzsun-híd Japán legnagyobb kőből épült vízvezető hídja

## Oktatás
A prefektúrában a következő egyetemek állnak a tanulni vágyó ifjúság rendelkezésére:
- Kumamoto Egyetem
- Kumamoto Prefekturális Egyetem
- Kumamoto Gakuen Egyetem
- Kumamoto Egészségtudományi Főiskola
- Kjúsúi Betegápolói és Szociális Gondozói Egyetem
- Kjúsúi Lutheránus Kollégium
- Sokei Gakuen University
- Szodzso Egyetem
- Heiszei Zenekollégium
- Kumamotoi Tokai Egyetem

## Közlekedés

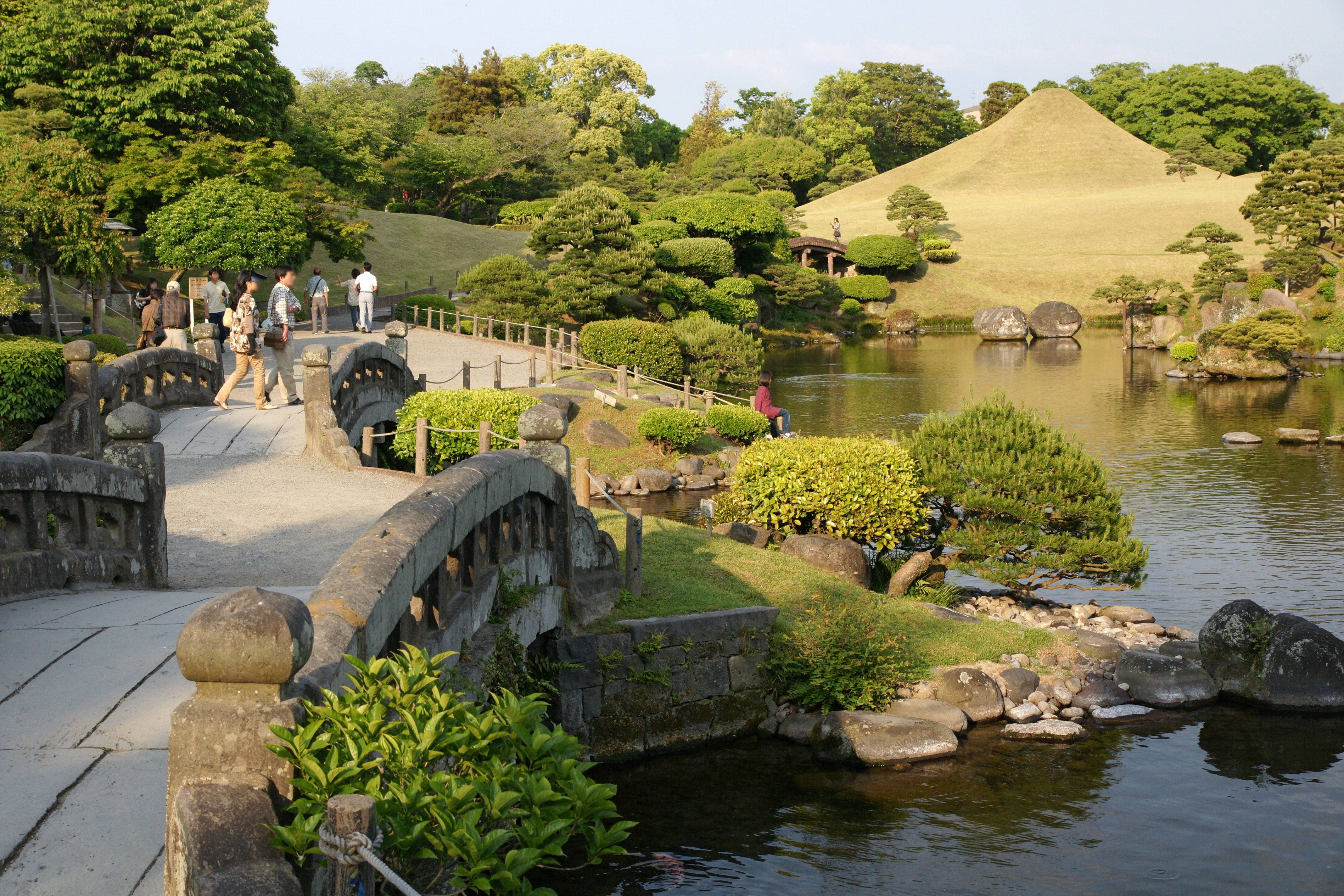
A Szuidzsen-dzsi park

### Vasút
A Kumamoto prefektúrában az alábbi vasúttársaságok működnek: 
- Kyushu Railway Company, amely a Kumamoto városát is érintő, Hakata és Kagosima közötti sinkanszent, gyorsvasutat is működteti
- Kumamoto Electric Railway
- Kumagawa Railroad
- South Aso Railway
- Hisatsu Orange Railway

## Repülőterek
A prefektúrának két repülőtere van, a Kumamoto Repülőtér és az Amakusza Repülőtér

## Sport
A megyében három jelentős profi futballcsapat működik
- Roasso Kumamoto a japán liga másodosztályában játszik
- Blaze Kumamoto
- Mashiki Renaissance Kumamoto, női futballcsapat

A legjelentősebb baseballcsapat a Kumamoto Golden Larks

## Fordítás
- Ez a szócikk részben vagy egészben  a   Kumamoto Prefecture című angol Wikipédia-szócikk fordításán alapul.  Az eredeti cikk szerkesztőit annak laptörténete sorolja fel. Ez a jelzés csupán a megfogalmazás eredetét és a szerzői jogokat jelzi, nem szolgál a cikkben szereplő információk forrásmegjelöléseként.